# ツインタワー (お笑い)
ツインタワーは、タイタン所属のお笑いコンビ。コンビ名の由来は、2人とも身長180cm以上あることから。
漫才に良い意味での安定感がある。
番組企画で「富士山検定」「銭湯検定」「生ビール達人認定」などを資格取得し、二人で100個の資格を持っている。
2009年結成、2016年に解散。
かつて松竹芸能に所属していた「ツインタワー」（日本共産党の政治家、清水忠史がメンバーだった）とは無関係。

## メンバー
オオニシ本名:大西 宏和。1983年5月2日生まれ、兵庫県出身。血液型はO型。
ボケ担当。「声優検定」「世界遺産検定」「バーベキュー検定」「坂本龍馬検定」を持つ。
福田 まさと本名:福田 正土。1983年8月27日生まれ、兵庫県出身。血液型は不明。
ツッコミ担当。外見や趣味から、ゲイに間違われることが多いが、本人は否定している。「ハーブ検定」「実用マナー検定」を持つ。

## 経歴
お笑い芸人を目指し高校卒業後上京。2009年9月コンビ結成。2010年8月タイタンに所属。
2016年4月4日のタイタンライブU40をもって解散。

### 賞歴
- 第2回 大塚アマチュアお笑いコンテスト 大賞
- 第9回 King of Free 優勝
- 2009 アフロシアターゴールドナイト 優勝
- 2010年-2011年 Flap Sounds レギュラーでのメインMC

### 活動
- 取らなしゃあない - USTREAMでの生中継チャンネル（毎週月曜20時～）
- タイタンハッピー - タイタンハッピー（コーナー：タイタン・ニューカマー・トライアル）
- タイタンライブ・レア - タイタンライブ・レア（不定期開催）
- タイタンシネマライブ - タイタンシネマライブ（隔月開催　※出演は不定期）

### 出演
- TBS金曜ドラマ恋愛ニート〜忘れた恋のはじめ方（2012年1月 - 3月、TBS） - 田辺一 役（オオニシのみ）
- 新世紀ネタキング決定戦（TOKYO MX、2011年3月10日）
- とんねるずのみなさんのおかげでした『博士と助手〜細かすぎて伝わらないモノマネ選手権〜』（フジテレビ）-オオニシのみ、2013年12月26日（第19回）初出場